# قطارآباد
قطارآباد روستایی است که در استان اردبیل، شهرستان پارس‌آباد، بخش مرکزی، دهستان ساوالان قرار دارد.

## جمعیت
بر اساس سرشماری سال ۱۳۸۵ جمعیت این روستا ۸۲۹ نفر با ۱۷۲ خانوار بوده‌است.